# Loubédat
Loubédat (Lo Vedat en gascon) est une commune française située dans l'ouest du département du Gers en région Occitanie. Sur le plan historique et culturel, la commune est dans le Bas-Armagnac, ou Armagnac noir, un pays s'inscrivant entre les vallées de l'Auzoue, la Gélise, la Douze et du Midou.
Exposée à un climat océanique altéré, elle est drainée par le Midouzon, le ruisseau de Saint-Aubin et par divers autres petits cours d'eau.
Loubédat est une commune rurale qui compte 111 habitants en 2022, après avoir connu un pic de population de 362 habitants en 1846. Elle fait partie de l'aire d'attraction de Nogaro. Ses habitants sont appelés les Loubédatois ou  Loubédatoises.

## Géographie

### Localisation
Loubédat est une commune de Gascogne située dans le Bas-Armagnac.

### Communes limitrophes
Les communes limitrophes sont  Aignan, Avéron-Bergelle, Bétous, Cravencères, Nogaro, Sabazan, Sainte-Christie-d'Armagnac et Sion.
| Nogaro | Sainte-Christie-d'Armagnac | Cravencères     |
| Sion   | Loubédat                   | Avéron-Bergelle |
| Bétous | Sabazan                    | Aignan          |

### Géologie et relief
Loubédat se situe en zone de sismicité 2 (sismicité faible).

### Hydrographie

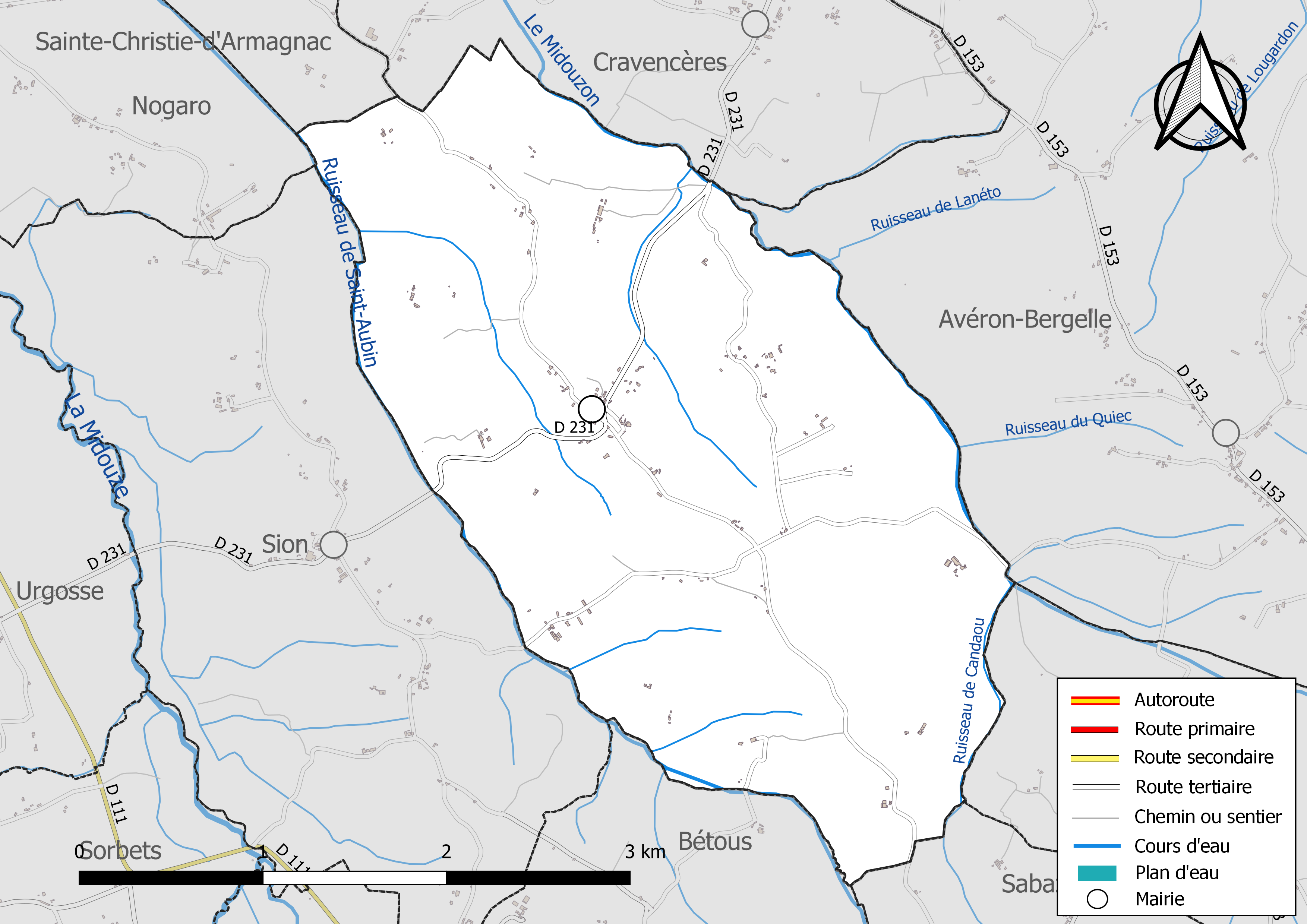
Réseaux hydrographique et routier de Loubédat.

La commune est dans le bassin de l'Adour, au sein du bassin hydrographique Adour-Garonne. Elle est drainée par le Midouzon, le ruisseau de Saint-Aubin, le ruisseau de Candaou et par divers petits cours d'eau, qui constituent un réseau hydrographique de 12 km de longueur totale,.
Le Midouzon, d'une longueur totale de 14,5 km, prend sa source dans la commune d'Aignan et s'écoule du sud-est vers le nord-ouest. Il traverse la commune et se jette dans le ruisseau de Saint-Aubin à Sainte-Christie-d'Armagnac, après avoir traversé 6 communes.
Le ruisseau de Saint-Aubin, d'une longueur totale de 11,8 km, prend sa source dans la commune de Sabazan et s'écoule du sud-est vers le nord-ouest. Il traverse la commune et se jette dans la Midouze à Caupenne-d'Armagnac, après avoir traversé 7 communes.

### Climat
Pour des articles plus généraux, voir Climat de l'Occitanie et Climat du Gers.
En 2010, le climat de la commune est de type climat océanique altéré, selon une étude s'appuyant sur une série de données couvrant la période 1971-2000. En 2020, Météo-France publie une typologie des climats de la France métropolitaine dans laquelle la commune est toujours exposée à un climat océanique altéré et est dans la région climatique Aquitaine, Gascogne, caractérisée par une pluviométrie abondante au printemps, modérée en automne, un faible ensoleillement au printemps, un été chaud (19,5 °C), des vents faibles, des brouillards fréquents en automne et en hiver et des orages fréquents en été (15 à 20 jours).
Pour la période 1971-2000, la température annuelle moyenne est de 13,6 °C, avec une amplitude thermique annuelle de 15,2 °C. Le cumul annuel moyen de précipitations est de 927 mm, avec 10,6 jours de précipitations en janvier et 7 jours en juillet. Pour la période 1991-2020, la température moyenne annuelle observée sur la station météorologique la plus proche, située sur la commune de Lupiac à 14 km à vol d'oiseau, est de 13,8 °C et le cumul annuel moyen de précipitations est de 879,7 mm,. Pour l'avenir, les paramètres climatiques de la commune estimés pour 2050 selon différents scénarios d'émission de gaz à effet de serre sont consultables sur un site dédié publié par Météo-France en novembre 2022.

### Milieux naturels et biodiversité
Aucun espace naturel présentant un intérêt patrimonial n'est recensé sur la commune dans l'inventaire national du patrimoine naturel,,.

## Urbanisme

### Typologie
Au 1er janvier 2024, Loubédat est catégorisée commune rurale à habitat très dispersé, selon la nouvelle grille communale de densité à sept niveaux définie par l'Insee en 2022.
Elle est située hors unité urbaine. Par ailleurs la commune fait partie de l'aire d'attraction de Nogaro, dont elle est une commune de la couronne,. Cette aire, qui regroupe 18 communes, est catégorisée dans les aires de moins de 50 000 habitants,.

### Occupation des sols
L'occupation des sols de la commune, telle qu'elle ressort de la base de données européenne d’occupation biophysique des sols Corine Land Cover (CLC), est marquée par l'importance des territoires agricoles (72,1 % en 2018), en augmentation par rapport à 1990 (70,2 %). La répartition détaillée en 2018 est la suivante : 
zones agricoles hétérogènes (39,7 %), forêts (27,7 %), cultures permanentes (15 %), terres arables (12,9 %), prairies (4,6 %), milieux à végétation arbustive et/ou herbacée (0,2 %). L'évolution de l’occupation des sols de la commune et de ses infrastructures peut être observée sur les différentes représentations cartographiques du territoire : la carte de Cassini (XVIIIe siècle), la carte d'état-major (1820-1866) et les cartes ou photos aériennes de l'IGN pour la période actuelle (1950 à aujourd'hui).

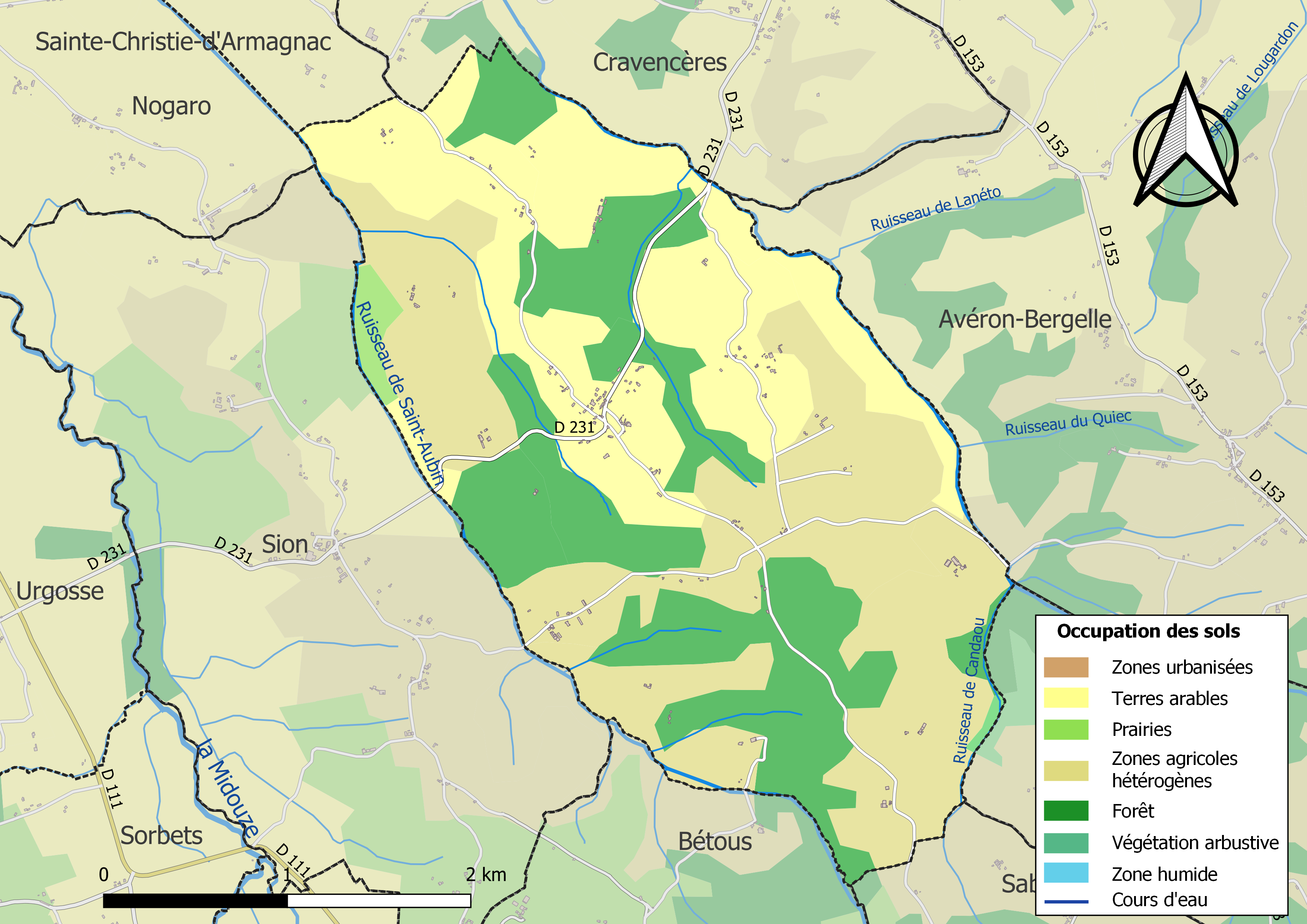
Carte des infrastructures et de l'occupation des sols de la commune en 2018 (CLC).

### Risques majeurs
Le territoire de la commune de Loubédat est vulnérable à différents aléas naturels : météorologiques (tempête, orage, neige, grand froid, canicule ou sécheresse) et séisme (sismicité faible). Il est également exposé à un risque technologique, le transport de matières dangereuses. Un site publié par le BRGM permet d'évaluer simplement et rapidement les risques d'un bien localisé soit par son adresse soit par le numéro de sa parcelle.

#### Risques naturels

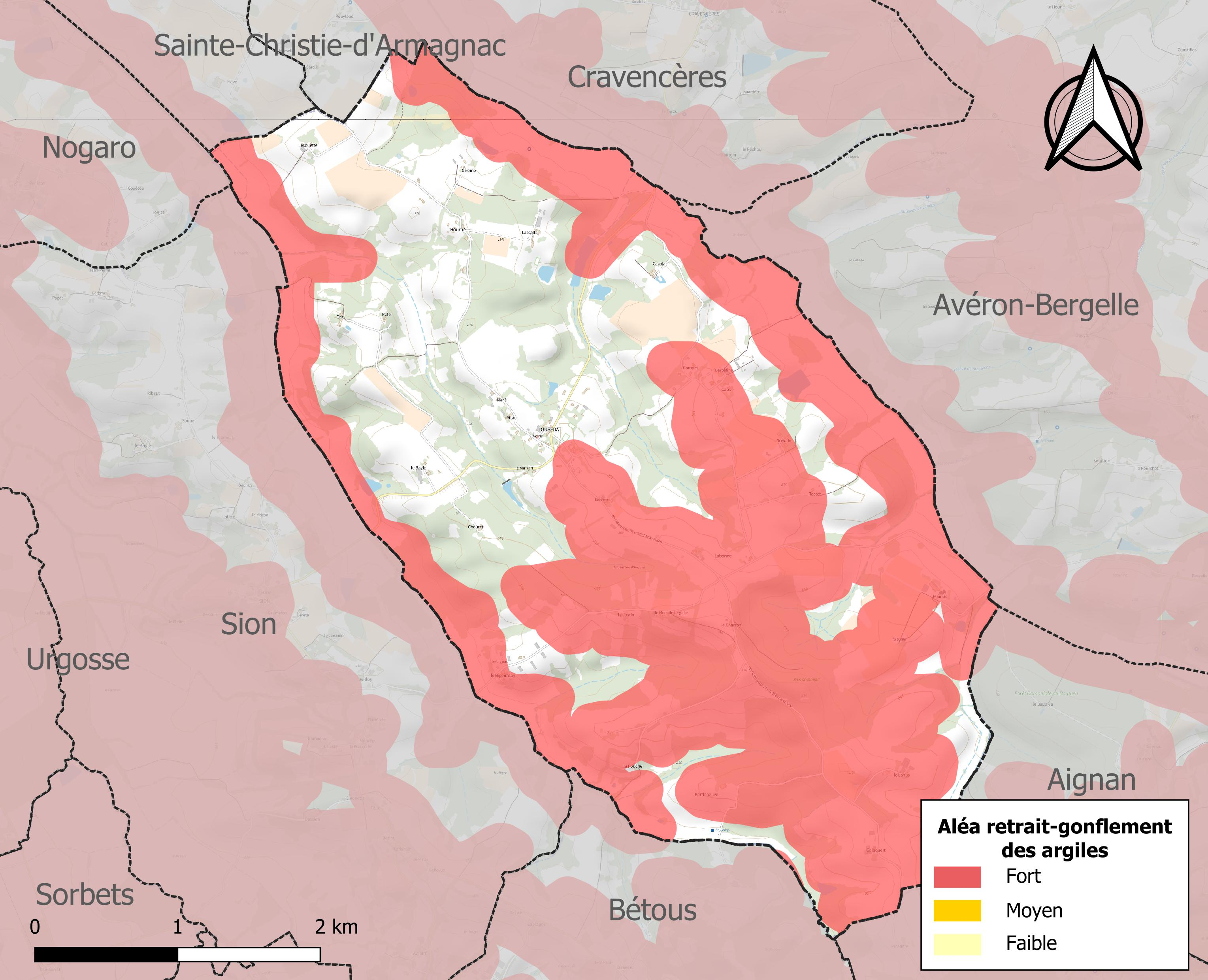
Carte des zones d'aléa retrait-gonflement des sols argileux de Loubédat.

Le retrait-gonflement des sols argileux est susceptible d'engendrer des dommages importants aux bâtiments en cas d’alternance de périodes de sécheresse et de pluie. 59,3 % de la superficie communale est en aléa moyen ou fort (94,5 % au niveau départemental et 48,5 % au niveau national). Sur les 70 bâtiments dénombrés sur la commune en 2019, 33 sont en aléa moyen ou fort, soit 47 %, à comparer aux 93 % au niveau départemental et 54 % au niveau national. Une cartographie de l'exposition du territoire national au retrait gonflement des sols argileux est disponible sur le site du BRGM,.
Par ailleurs, afin de mieux appréhender le risque d’affaissement de terrain, l'inventaire national des cavités souterraines permet de localiser celles situées sur la commune.
La commune a été reconnue en état de catastrophe naturelle au titre des dommages causés par les inondations et coulées de boue survenues en 1999 et 2009. Concernant les mouvements de terrains, la commune a été reconnue en état de catastrophe naturelle au titre des dommages causés par la sécheresse en 1989 et par des mouvements de terrain en 1999.

#### Risques technologiques
Le risque de transport de matières dangereuses sur la commune est lié à sa traversée par des infrastructures routières ou ferroviaires importantes ou la présence d'une canalisation de transport d'hydrocarbures. Un accident se produisant sur de telles infrastructures est en effet susceptible d’avoir des effets graves au bâti ou aux personnes jusqu’à 350 m, selon la nature du matériau transporté. Des dispositions d’urbanisme peuvent être préconisées en conséquence.

## Histoire
On retrouve à de nombreux endroits en Gascogne des lieux nommés « lo vedat ». Il a une signification particulière qui renvoie à une fonction sociale particulière. « vedat » est le participe passé du verbe « vetare » qui veut dire « ne pas permettre, ne pas laisser faire ». Le fait de transformer un morceau de territoire en un « vedat » pouvait signifier plusieurs choses, comme la volonté de reboiser un territoire, et donc d'empêcher que les plants d'arbres ne soient broutés, mais il pouvait surtout s'agir d'une volonté du seigneur de se réserver en propre l'usufruit du territoire. Le dictionnaire de Palay fait mention du verbe « vedar » voulant dire « interdire ».
Une seigneurie est déjà existante en 1319. Le château de Mauhic, situé non loin de la forêt domaniale du Baquieu aurait été construit vers 1450 et remanié de nombreuses fois. Il comportait une chapelle dépendant de l'abbaye de Berdoues.

## Politique et administration
| Période                                  | Période  | Identité         | Étiquette | Qualité     |
| ---------------------------------------- | -------- | ---------------- | --------- | ----------- |
| mai 1953                                 | 1982     | Roger Chèze      | UDR       | Colonel     |
| octobre 1982                             | 1989     | Guy Cazalieu     |           | Agriculteur |
| mars 1989                                | 2001     | Denis Leclainche |           | Laborantin  |
| mars 2001                                | En cours | Bernard Sempé    |           | Agriculteur |
| Les données manquantes sont à compléter. |          |                  |           |             |

## Population et société

### Démographie
L'évolution du nombre d'habitants est connue à travers les recensements de la population effectués dans la commune depuis 1793. Pour les communes de moins de 10 000 habitants, une enquête de recensement portant sur toute la population est réalisée tous les cinq ans, les populations de référence des années intermédiaires étant quant à elles estimées par interpolation ou extrapolation. Pour la commune, le premier recensement exhaustif entrant dans le cadre du nouveau dispositif a été réalisé en 2007.

En 2022, la commune comptait 111 habitants, en évolution de +0,91 % par rapport à 2016 (Gers : +1,04 %, France hors Mayotte : +2,11 %).
| 1793 | 1800 | 1806 | 1821 | 1831 | 1841 | 1846 | 1851 | 1856 |
| ---- | ---- | ---- | ---- | ---- | ---- | ---- | ---- | ---- |
| 250  | 195  | 287  | 290  | 362  | 350  | 362  | 345  | 361  |

| 1861 | 1866 | 1872 | 1876 | 1881 | 1886 | 1891 | 1896 | 1901 |
| ---- | ---- | ---- | ---- | ---- | ---- | ---- | ---- | ---- |
| 335  | 318  | 300  | 312  | 301  | 278  | 278  | 286  | 264  |

| 1906 | 1911 | 1921 | 1926 | 1931 | 1936 | 1946 | 1954 | 1962 |
| ---- | ---- | ---- | ---- | ---- | ---- | ---- | ---- | ---- |
| 260  | 221  | 202  | 201  | 190  | 205  | 192  | 161  | 168  |

| 1968 | 1975 | 1982 | 1990 | 1999 | 2006 | 2007 | 2012 | 2017 |
| ---- | ---- | ---- | ---- | ---- | ---- | ---- | ---- | ---- |
| 168  | 151  | 136  | 122  | 129  | 129  | 129  | 114  | 107  |

| 2022 | - | - | - | - | - | - | - | - |
| ---- | - | - | - | - | - | - | - | - |
| 111  | - | - | - | - | - | - | - | - |

### Manifestations culturelles et festivités
- Fête locale mi-septembre

## Économie

### Emploi
|                | 2008  | 2013  | 2018  |
| -------------- | ----- | ----- | ----- |
| Commune        | 7,5 % | 3,2 % | 3,2 % |
| Département    | 6,1 % | 7,5 % | 8,2 % |
| France entière | 8,3 % | 10 %  | 10 %  |

En 2018, la population âgée de 15 à 64 ans s'élève à 60 personnes, parmi lesquelles on compte 80,6 % d'actifs (77,4 % ayant un emploi et 3,2 % de chômeurs) et 19,4 % d'inactifs,. En  2018, le taux de chômage communal (au sens du recensement) des 15-64 ans est inférieur à celui de la France et département, alors qu'en 2008 il était supérieur à celui du département et inférieur à celui de la France.
La commune fait partie de la couronne de l'aire d'attraction de Nogaro, du fait qu'au moins 15 % des actifs travaillent dans le pôle,. Elle compte 33 emplois en 2018, contre 39 en 2013 et 37 en 2008. Le nombre d'actifs ayant un emploi résidant dans la commune est de 49, soit un indicateur de concentration d'emploi de 68,8 % et un taux d'activité parmi les 15 ans ou plus de 53,6 %.
Sur ces 49 actifs de 15 ans ou plus ayant un emploi, 19 travaillent dans la commune, soit 40 % des habitants. Pour se rendre au travail, 78 % des habitants utilisent un véhicule personnel ou de fonction à quatre roues, 6 % s'y rendent en deux-roues, à vélo ou à pied et 16 % n'ont pas besoin de transport (travail au domicile).

### Activités hors agriculture
11 établissements sont implantés  à Loubédat au 31 décembre 2019.
Le secteur du commerce de gros et de détail, des transports, de l'hébergement et de la restauration est prépondérant sur la commune puisqu'il représente 36,4 % du nombre total d'établissements de la commune (4 sur les 11 entreprises implantées  à Loubédat), contre 27,7 % au niveau départemental.

### Agriculture
La commune est dans le Bas-Armagnac, une petite région agricole occupant une partie ouest du département du Gers. En 2020, l'orientation technico-économique de l'agriculture  sur la commune est la combinaisons de granivores (porcins, volailles).
|               | 1988 | 2000 | 2010 | 2020 |
| ------------- | ---- | ---- | ---- | ---- |
| Exploitations | 25   | 19   | 13   | 12   |
| SAU (ha)      | 548  | 503  | 516  | 675  |

Le nombre d'exploitations agricoles en activité et ayant leur siège dans la commune est passé de 25 lors du recensement agricole de 1988  à 19 en 2000 puis à 13 en 2010 et enfin à 12 en 2020, soit une baisse de 52 % en 32 ans. Le même mouvement est observé à l'échelle du département qui a perdu pendant cette période 51 % de ses exploitations,. La surface agricole utilisée sur la commune a quant à elle augmenté, passant de 548 ha en 1988 à 675 ha en 2020. Parallèlement la surface agricole utilisée moyenne par exploitation a augmenté, passant de 22 à 56 ha.

## Culture locale et patrimoine

### Lieux et monuments

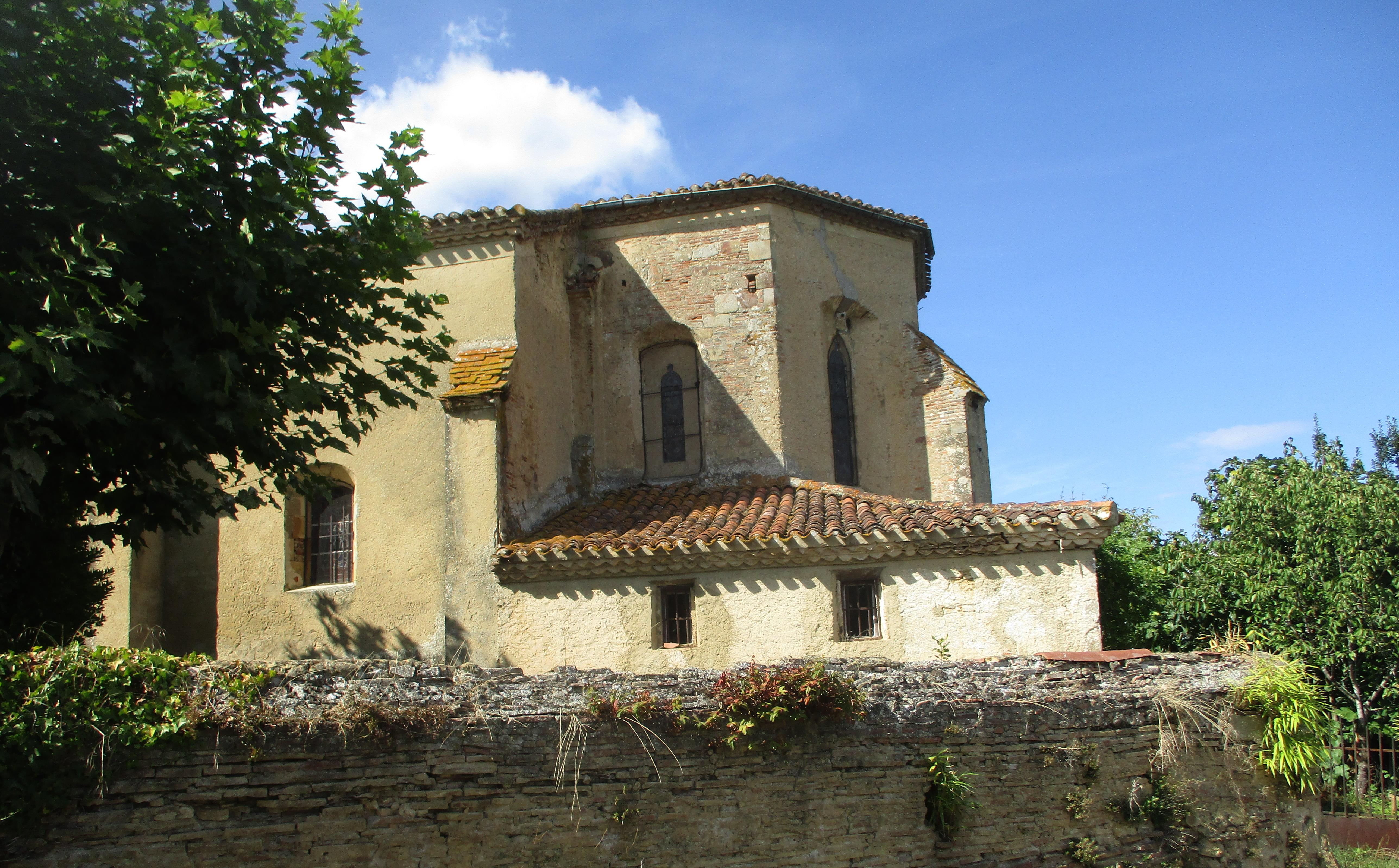

- Église Sainte-Marie de Loubédat[31],[32], église romane à trois nefs en partie du XIe siècle qui contient des confessionnaux classés du XVIIe siècle, des peintures murales en partie restaurées, des boiseries au niveau du chœur, ainsi qu'une toile peinte.

Église gothique (XVe et XVIe siècles) dédiée à la vierge Marie, bâtie sur une construction plus ancienne, sans doute romane. Elle est composée de trois nefs sur croisées d'ogives en partie du XIe siècle. La porte d'entrée ogivale, est protégé par un porche, un chrisme sur lequel subsistent des traces de peinture rouge se trouve à gauche de la porte. Le clocher actuel date de 1873.
Elle comporte des peintures murales datant pour certaines de la seconde moitié du XVe siècle, découvertes en 1994 dans le choeur, représentant Saint Christophe et le Christ ressuscité. D'autres, découvertes en 1997 dans le bas-côté sud, présentent une facture naïve, voire archaïque, sans équivalent dans la région, ce qui rend sa compréhension et sa datation malaisée. Elles ne sont que partiellement dégagées.
La paroisse dépendant de l'archiprêtré d'Aignan et de l'archevêché d'Auch.
- Château de Mauhic (privé).

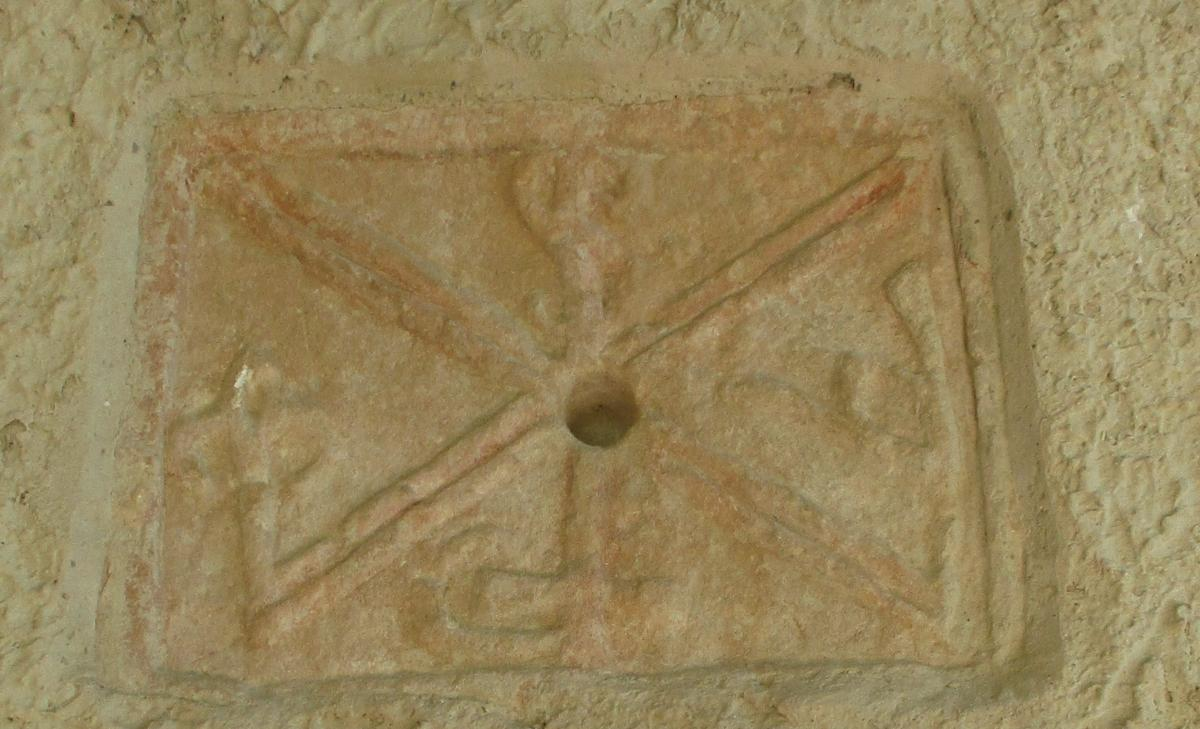

- Fontaine de « Courbas » située au milieu des bois est très fréquentée jusqu’au XIXe siècle, elle est réputée pour guérir toutes sortes de maladies.
- Forêt domaniale du Baquieu.

### Personnalités liées à la commune
- Roger Chèze (1915-1982) : Colonel de l'armée française, figure de la résistance gersoise au sein du Bataillon de l'Armagnac.
- Camille Bonnet (1918-2020) : joueur de rugby à XV[34],[35], né à Loubédat.